# Вілксон (Вашингтон)
Вілксон (англ. Wilkeson) — місто (англ. town) в США, в окрузі Пірс штату Вашингтон. Населення — 499 осіб (2020).

## Географія
Вілксон розташований за координатами 47°6′6″ пн. ш. 122°3′8″ зх. д. / 47.10167° пн. ш. 122.05222° зх. д. (47.101643, -122.052275).  За даними Бюро перепису населення США в 2010 році місто мало площу 1,22 км², з яких 1,22 км² — суходіл та 0,00 км² — водойми.

## Демографія
Згідно з переписом 2010 року, у місті мешкало 477 осіб у 169 домогосподарствах у складі 129 родин. Густота населення становила 391 особа/км².  Було 175 помешкань (144/км²).
Расовий склад населення:
| - 96,2 % — білих - 0,6 % — чорних або афроамериканців - 0,4 % — корінних американців - 2,3 % — осіб інших рас |

До двох чи більше рас належало 0,4 %. Частка іспаномовних становила 3,4 % від усіх жителів.
За віковим діапазоном населення розподілялося таким чином: 29,4 % — особи молодші 18 років, 63,1 % — особи у віці 18—64 років, 7,5 % — особи у віці 65 років та старші. Медіана віку мешканця становила 33,9 року. На 100 осіб жіночої статі у місті припадало 103,8 чоловіків;  на 100 жінок у віці від 18 років та старших — 97,1 чоловіків також старших 18 років.
Середній дохід на одне домашнє господарство  становив 62 521 долар США (медіана — 58 906), а середній дохід на одну сім'ю — 70 680 доларів (медіана — 62 500). Медіана доходів становила 51 029 доларів для чоловіків та 45 938 доларів для жінок. За межею бідності перебувало 10,3 % осіб, у тому числі 13,1 % дітей у віці до 18 років та 12,7 % осіб у віці 65 років та старших.
Цивільне працевлаштоване населення становило 209 осіб. Основні галузі зайнятості: освіта, охорона здоров'я та соціальна допомога — 22,0 %, виробництво — 16,3 %, будівництво — 15,8 %.